# Mikołaj Naruszewicz (zm. 1603)

Herb Wadwicz

Mikołaj Mikołajewicz Naruszewicz herbu Wadwicz (ur. ok. 1560, zm. po 20 listopada 1603 roku) – kasztelan żmudzki, prowizor ewangelicki w 1599 roku.
Syn Mikołaja, sekretarza królewskiego i pisarza litewskiego, brat Jana, łowczego litewskiego i posła oraz Krzysztofa, podskarbiego wielkiego litewskiego.
Pierwsza żona Mikołaja, Marusza Zbarska, pochodziła z rodu książąt Zbaraskich.
Druga żona Katarzyna Radziwiłł była córką Mikołaja (zm. 1589), łowczego litewskiego i wojewody nowogródzkiego. Z pierwszego małżeństwa urodziła się córka Barbara, późniejsza żona Andrzeja Dolskiego, podkomorzego wołkowyskiego, następnie Kazimierza Krasickiego oraz 2 synów Piotr i Stanisław.
Przez pewien czas posiadał dobra Sidra. Istnieje przypuszczenie, że to on założył w tym mieście zbór kalwiński. Ojciec Mikołaja był gorliwym zwolennikiem nauki Zwingla i Kalwina.
W 1589 roku był sygnatariuszem ratyfikacji traktatu bytomsko-będzińskiego na sejmie pacyfikacyjnym. Był wybrany prowizorem przez protestancko-prawosławną konfederację wileńską w 1599 roku.
W latach 1588–1603 pełnił urząd kasztelana żmudzkiego. Był też starostą kupiskim, uszpolskim i pieniańskim.
Był pradziadem Adama Naruszewicza (1733-1796), biskupa smoleńskiego.